# Landesregierung Grauß I
Die Landesregierung Grauß I bildete die Tiroler Landesregierung nach dem Tod von Landeshauptmann Alfons Weißgatterer in der II. Gesetzgebungsperiode. Die Amtszeit der Landesregierung Grauß begann mit der Wahl von Alois Grauß (ÖVP) am 27. Februar 1951 zum Landeshauptmann und endete mit Wahl der nachfolgenden Landesregierung Grauß II am 24. November 1953.
Nach dem Tod von Weißgatterer am 31. Jänner 1953 wurde Grauß am 27. Februar neu in die Regierung gewählt. Die übrige Zusammensetzung der Landesregierung blieb dabei unverändert, wobei die Österreichische Volkspartei (ÖVP) insgesamt fünf von sieben Regierungsmitgliedern stellte, darunter den Landeshauptmann, einen Landeshauptmann-Stellvertreter und drei Landesräte stellte. Auch die Sozialdemokratische Partei Österreichs (SPÖ) war auf Grund des Proporzsystems mit einem Landeshauptmann-Stellvertreter in der Regierung vertreten, die Wahlpartei der Unabhängigen (WdU) mit einem Landesrat.

## Regierungsmitglieder
| Amt                            | Name               | Partei | Geschäftsfelder |
| ------------------------------ | ------------------ | ------ | --------------- |
| Landeshauptmann                | Alois Grauß        | ÖVP    |                 |
| Landeshauptmann-Stellvertreter | Josef Anton Mayr   | ÖVP    |                 |
| Landeshauptmann-Stellvertreter | Franz Hüttenberger | SPÖ    |                 |
| Landesrat                      | Hans Gamper        | ÖVP    |                 |
| Landesrat                      | Franz Tschiggfrey  | ÖVP    |                 |
| Landesrat                      | Eduard Wallnöfer   | ÖVP    |                 |
| Landesrat                      | Hermann Egger      | WdU    |                 |